# موجات فوق صوتية كثيفة مركزة
 الموجات الفوق صوتية عالية التكثيف المركزة (بالإنجليزية: High-Intensity Focused Ultrasound) أو اختصارًا (HIFU - هايفو) هي عملية طبية عالية الدقة تستخدم طاقة موجات فوق صوتية لرفع حرارة وتدمير مرض معين أو نسيج تالف داخل جسم الإنسان.
الهايفو هو علاج بالحرارة العالية، وهو أحد التطبيقات الطبية التي تستخدم الحرارة لعلاج الأمراض. يستخدم الـ «هايفو» كأحد طرق العلاج بالموجات الفوق صوتية، تشمل تدخل جراحي بسيط أو بدون أي تدخل جراحي لتسليط الطاقة الصوتية العلاجية داخل الجسد. تستخدم عدد من الطرق بجانب الـ «هايفو» للعلاج كـ إيصال الدواء بمساعدة الموجات فوق الصوتية، إيقاف النزيف باستخدام الموجات فوق الصوتية، تفتيت الحصوات بالموجات الفوق صوتية، وعدد آخر من العمليات.
تطبق عملية الـ هايفو عادة بمساعدة أحد طرق التصوير الطبي ليتمكن الفريق الطبي من تخطيط العلاج بدقة واستهداف البقعة المراد تطبيبها قبل أن تطلق عليها الوجات الفوق صوتية العلاجية. يستخدم غالبا التصوير بالرنين المغناطيسي كموجه ومرشد للعملية.

## طريقة عمل الهايفو
تنتشر الموجات الفوق صوتية من خلال النسيج، فيُمتص جزء منها ويتحول لطاقة حرارية. باستخدام الحزم المركزة، يمكن الوصول لأجزاء صغيرة دقيقة عميقة داخل نسيج الجسد. يحدث تدمير الجزء المصاب (المريض) في النسيج وحرقه من خلال طريقتين هما درجة الحرارة المسلّطة على النسيج والمدة الزمنية التي يتعرض لها النسيج لدرجة الحرارة هذه والتي تسمى بالجرعة الحرارية. من خلال تركيز الموجات على أكثر من نقطة في النسيج، أو من خلال تمرير ومسح هذا التركيز بتتابع يتم الوصول إلى الحجم المراد علاجه في النهاية.

## طريقة الاستخدام
تسلّط حزم الموجات الفوق صوتية وتُرَكّز على النسيج المريض، وعندها وبسبب الطاقة العالية المركزة سترتفع حرارة النسيج إلى ما بين 60 و85 درجة مئوية، ما يؤدي إلى تدمير النسيج. يُتَجنب بالعادة رفع الحرارة أكثر من ذلك لمنع غليان السوائل داخل النسيج. نظريا، تعالج كل حزمة صوتية من الموجات جزء صغير محدد تماما من النسيج، إلّا أنه في الممارسة الحقيقية تتعرض الحزم الموجية لعوائق بسيطة داخل الجسد كـ (ضغط الدم في النسيج، انحراف الحزمة بسب التفاعل، وغيرها..).

بما أن هذه العملية لا تتطلب إحداث فتح جراحي في الجسد، فالتخدير غير مطلوب فيها، إلا أنه منصوح به بشكل عام. يمكن أن يستخدم العلاج الإشعاعي والعلاج الكيميائي مع هذا النوع من العمليات أيضا.

## الاستخدامات الطبية
لا يوجد إجماع واضح للتفريق بين تقنية هايفو وغيرها من تقنيات العلاج بالأمواج فوق الصوتية. تُشير تسمية هايفو إلى استخدام طاقة مرتفعة لتخريب الأنسجة بواسطة الاستئصال أو التكهف، وتُستخدم التسمية أيضًا في بعض التطبيقات التي تحتاج طاقة أقل مثل العلاج الوظيفي والعلاج الطبيعي.
تُستخدم تقنية هايفو من أجل تسخين النسيج العميق أو استئصاله دون جراحة. ومن أهم التطبيقات تخريب النسيج بواسطة التسخين، وتحسين التروية الدموية، والعلاج الطبيعي. استُخدمت تقنية هايفو حديثًا في علاج أورام الكبد، ويُدرَس استخدامها في علاج أورام في مواقع أخرى. تُوظف تقنية هايفو أيضًا في المعالجات الطبيعية.

### الاضطرابات العصبية
صورة رنين جبهي بعد أربعة أيام من المعالجة بالموجات فوق الصوتية المركزة الموجهة بالرنين المغناطيسي: بَضْع نواة مهادية متوسطة بطنية يسرى لدى رجل مصاب بالرعاش الأساسي عمره 79.
كان استخدام هايفو في علاج داء باركنسون في أربعينيات القرن العشرين من التطبيقات المبكرة. لم تكن التقنية آنذاك فعالة، ولكنها اليوم تستطيع تخريب الأنسجة المَرَضية. استخدام الموجات فوق الصوتية لمعالجة الرعاش الأساسي وألم الاعتلال العصبي ورعاش باركنسون مُصرح به في إسرائيل وكندا وإيطاليا وكوريا وروسيا. تسمح هذه الطريقة بعلاج الدماغ دون الحاجة إلى الجراحة أو الإشعاع. في 2016، صرحت إدارة الغذاء والدواء الأمريكية باستخدام نظام إنسايتك المُسمى إكزاكتابل في معالجة الرعاش الأساسي. يجري البحث في استخدام تقنية هايفو في علاج اضطرابات النظم القشري المهادي والأمراض النفسية.

### السرطان

#### سرطان البروستات
يمكن أن تكون تقنية هايفو فعالة في علاج سرطان البروستات.

#### الكبد
دُرس استخدام تقنية هايفو في علاج سرطان الكبد وأفادت كثير من الدراسات بمعدل استجابة مرتفع ونتيجة إيجابية. في أثناء علاج سرطان الكبد النقيلي باستخدام هايفو، لوحظت استجابات مناعية في مواقع بعيدة عن المنطقة الهدف. في تجربة سريرية أجريت عام 2024 لتفتيت الأنسجة المصابة بأورام الكبد، أظهر الباحثون معدل نجاح 95%. تُجرى أيضًا تجارب سريرية لاستخدام تقنية هايفو في علاج أورام البنكرياس والكلى.

### تضخم البروستات
ثبت أن علاج تضخم البروستات (تضخم البروستات الحميد) باستخدام الموجات فوق الصوتية المُركزة من داخل الأمعاء (عبر المستقيم) غير ناجح.
في بعض الدول، باستثناء الولايات المتحدة الأمريكية، يُجرى أيضًا استخدام تقنية الموجات فوق الصوتية عالية الكثافة من داخل البروستات، أي عبر قثطرة في الإحليل البروستاتي. لا تتوفر أدلة كافية على فعالية المعالجة حتى عام 2019.
في إنجلترا، صنف المعهد الوطني للتميز في الرعاية الصحية الطريقة في عام 2018 على أنها «غير موصى بها».

## روابط خارجية
- Therapeutic Ultrasound على مشروع الدليل المفتوح